# Парвис, Сара
Сара Парвис (англ. Sara Parvis) — британская исследовательница патристики и старший преподаватель патристики в Эдинбургском университете. Она известна своими работами о раннем христианстве.

## Труды
- Marcellus of Ancyra and the lost years of the Arian controversy, 325–345, Oxford: Oxford University Press, 2006.
- Justin Martyr and His Worlds, with Paul Foster, Minneapolis: Fortress Press, 2007
- Irenaeus: Life, Scripture, Legacy, edited with Paul Foster, Minneapolis: Fortress Press, 2012